# Junk (Lied)
Junk (englisch für „Müll“ [wörtlich], „Trödel“ [sinngemäß]) ist ein Lied der britischen Band The Beatles, das 1996 auf ihrem Kompilationsalbum Anthology 3 veröffentlicht wurde. Komponiert wurde es von Paul McCartney, der seine Version 1970 auf dem Album McCartney veröffentlichte.

## Hintergrund
Junk basiert hauptsächlich auf den musikalischen Ideen von Paul McCartney.
Mitte Februar 1968 reisten die Beatles mit ihren Frauen nach Rishikesh (Indien), wo ein mehrwöchiger Meditationskurs des Maharishi Mahesh Yogi stattfand. Ringo Starr kehrte bereits Anfang März nach England zurück, Paul McCartney folgte drei Wochen später. John Lennon und George Harrison verließen Indien erst Mitte April. Während des Indienaufenthalts schrieben die Beatles die Mehrzahl der Lieder für ihr neues Album. Junk gehört zu den Esher Demos, die Ende Mai 1968 im Haus von George Harrison aufgenommen wurden. Wie Junk wurden auch folgende Esher Demos nicht für das Album The Beatles verwendet:
- Sour Milk Sea
- Child of Nature
- Circles
- Mean Mr. Mustard
- Polythene Pam
- Not Guilty
- What’s the New Mary Jane

Da die Beatles Junk auch für ihre beiden nächsten Alben Abbey Road und Let It Be nicht verwendeten, spielte Paul McCartney das Lied für sein erstes Soloalbum ein. Weiterhin nahm McCartney noch eine Instrumentalversion von Junk mit dem Titel Singalong Junk als Instrumentallied auf.

## Aufnahme

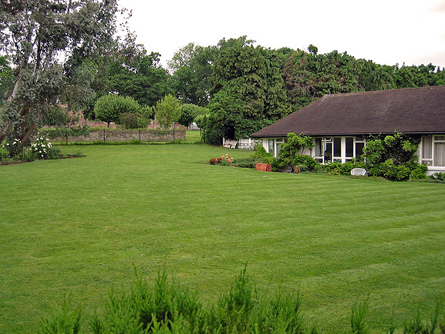
Das Anwesen Kinfauns von George Harrison in Surrey, wo die Beatles die Demos aufnahmen

Die Aufnahmen der Esher Demos erfolgte Ende Mai 1968 im Bungalow von George Harrison mit einem Ampex Vier-Spur-Tonbandgerät. Es ist nicht dokumentiert, ob ein Toningenieur oder George Martin bei den Aufnahmen zugegen war. Der Text des Liedes von Junk war noch nicht vollständig fertig.
Die endgültige Abmischung und Nachproduktion erfolgte 1995/1996 durch George Martin und seinen Assistenten Allan Rouse. Toningenieur war Geoff Emerick.
Eine weitere Abmischung in Stereo des Liedes erfolgte 2018 durch Giles Martin und den Toningenieur Sam Okell.
Besetzung:
- Paul McCartney: Gesang, akustische Gitarre

Die Lieder Junk und Singalong Junk wurden zu Hause bei McCartney begonnen und in den Morgan Studios, im nahegelegenen Willesden, beendet. Die abschließenden Arbeiten an den Liedern fanden im Februar 1970 in Studio 2 der Abbey Road Studios statt.
Besetzung:
- Paul McCartney: Gesang, akustische Gitarre, Bass, Xylofon, Schlagzeug
- Linda McCartney: Hintergrundgesang

## Veröffentlichung
- Am 17. April 1970 erschien McCartney, das erste Studioalbum von Paul McCartney, auf dem Junk enthalten ist.
- Am 25. Oktober 1996 wurde auf dem Beatles-Kompilationsalbum Anthology 3 eine gekürzte Version von Junk (2 min 25 s) veröffentlicht.
- Am 20. Mai 1991 wurde das Livealbum Unplugged (The Official Bootleg) von Paul McCartney veröffentlicht, auf dem sich eine Version von Junk befindet.
- Am 10. Juni 2016 erschien das Kompilationsalbum Pure McCartney auf dem sich Junk befindet.
- Am 9. November 2018 erschien die 50-jährige Jubiläumsausgabe des Albums The Beatles, auf dieser befindet sich die ungekürzte Version von Junk (2 min 37 s).

## Coverversionen
Folgend eine kleine Auswahl:
- Cilla Black – Images[1]
- John Denver – Poems, Prayers & Promises[2]
- Sandie Shaw – Reviewing the Situation[3]